# Награди „Оскар“ (64-та церемония)
Шестдесет и четвъртата церемония по връчване на филмовите награди „Оскар“ се провежда на 30 март 1992 година. На нея се връчват призове за най-добри постижения във филмовото изкуство за предходната 1991 година. Продължава ежегодното местене на събитието през последните години. Настоящ домакин е отново Дороти Чандлър Павилион, Лос Анджелис, Калифорния. За трети пореден път Били Кристъл води представлението.
Големият победител на вечерта е психологическият трилър „Мълчанието на агнетата”, режисиран от Джонатан Дем, с номинации за отличието в 7 категории, печелейки 5 от тях, всичките в основните категории. Това е третият филм, който достига това постижение, след „Това се случи една нощ” (1934) и „Полет над кукувиче гнездо” (1975).
Сред останалите основни заглавия са гангстерската биографична драма „Бъгси“ на Бари Левинсън, политическият „Джей Еф Кей“ на Оливър Стоун, романтичната драма „Принцът на приливите“ режисиран от Барбара Стрейзанд и приключенската сага „Телма и Луиз“ на Ридли Скот.
С номинацията си за най-добър филм, „Красавицата и звярът“ се превръща в първия анимационен филм в историята на наградите, който получава номинация в тази най-главна категория.
Церемонията влиза в историята и с първия чернокож режисьор – Джон Сингълтън, номиниран за приза в категорията за най-добър режисьор.

## Филми с множество номинации и награди
| Долуизброените филми получават повече от 2 номинации в различните категории за настоящата церемония: - 10 номинации: Бъгси - 8 номинации: Джей Еф Кей - 7 номинации: Принцът на приливите, Мълчанието на агнетата - 6 номинации: Красавицата и звярът, Терминатор 2, Телма и Луиз - 5 номинации: Кралят на рибарите, Хук - 3 номинации: Обратна тяга, Бартън Финк | Долуизброените филми получават повече от 1 награда „Оскар“ на настоящата церемония: - 5 статуетки: Мълчанието на агнетата - 4 статуетки: Терминатор 2 - 2 статуетки: Красавицата и звярът, Бъгси, Джей Еф Кей |

## Номинации и награди
Долната таблица показва номинациите за наградите в основните категории. Победителите са изписани на първо място с удебелен шрифт.
| Най-добър филм | Най-добър режисьор |
| --- | --- |
| - Мълчанието на агнетата - Красавицата и звярът - Бъгси - Джей Еф Кей - Принцът на приливите                                                                                        | - Джонатан Дем – Мълчанието на агнетата - Бари Левинсън – Бъгси - Ридли Скот – Телма и Луиз - Джон Сингълтън – Момчета от квартала - Оливър Стоун – Джей Еф Кей                                                              |
| Най-добра мъжка роля | Най-добра женска роля |
| - Антъни Хопкинс – Мълчанието на агнетата - Уорън Бийти – Бъгси - Робърт Де Ниро – Нос Страх - Ник Нолти – Принцът на приливите - Робин Уилямс – Кралят на рибарите                 | - Джоди Фостър – Мълчанието на агнетата - Джина Дейвис – Телма и Луиз - Лора Дърн – Палавата Роуз - Бет Мидлър – За момчетата - Сюзън Сарандън – Телма и Луиз                                                                |
| Най-добра поддържаща мъжка роля | Най-добра поддържаща женска роля |
| - Джак Паланс – Градски тарикати - Томи Лий Джоунс – Джей Еф Кей - Харви Кайтел – Бъгси - Бен Кингсли – Бъгси - Майкъл Лърнър – Бартън Финк                                         | - Мерседес Руел – Кралят на рибарите - Даян Лад – Палавата Роуз - Джулиет Люис – Нос Страх - Кейт Нелиган – Принцът на приливите - Джесика Тенди – Пържени зелени домати                                                     |
| Най-добър оригинален сценарий | Най-добър адаптиран сценарий |
| - Телма и Луиз – Callie Khouri - Момчета от квартала – Джон Сингълтън - Бъгси – Джеймс Тобак - Кралят на рибарите – Richard LaGravenese - Гранд Каньон – Лорънс Каздан и Мег Каздан | - Мълчанието на агнетата – Тед Тали - Европа Европа – Agnieszka Holland - Пържени зелени домати – Фани Флаг и Карол Собиески - Джей Еф Кей – Оливър Стоун и Захари Склар - Принцът на приливите – Пат Конрой и Беки Джонстън |
| Най-добра кинематография (операторско майсторство) | Най-добър чуждоезичен филм |
| - Джей Еф Кей – Робърт Ричардсън - Терминатор 2 – Адам Грийнбърг - Телма и Луиз – Ейдриън Бидъл - Бъгси – Allen Daviau - Принцът на приливите – Стивън Голдблат                     | - Средиземно море (Италия) - Деца на природата (Исландия) - Начално училище (Чехословакия) - Волът (Швеция) - Вдигни червения фенер (Хонконг)                                                                                |

## Галерия
| Джонатан Дем „Оскар“ за режисура | Антъни Хопкинс „Оскар“ за главна мъжка роля | Джоди Фостър „Оскар“ за главна женска роля | Джак Паланс „Оскар“ за поддържаща мъжка роля | Мерседес Руел „Оскар“ за поддържаща женска роля |
| -------------------------------- | ------------------------------------------- | ------------------------------------------ | -------------------------------------------- | ----------------------------------------------- |
|                                  |                                             |                                            |                                              |                                                 |